# Länsväg Z 686

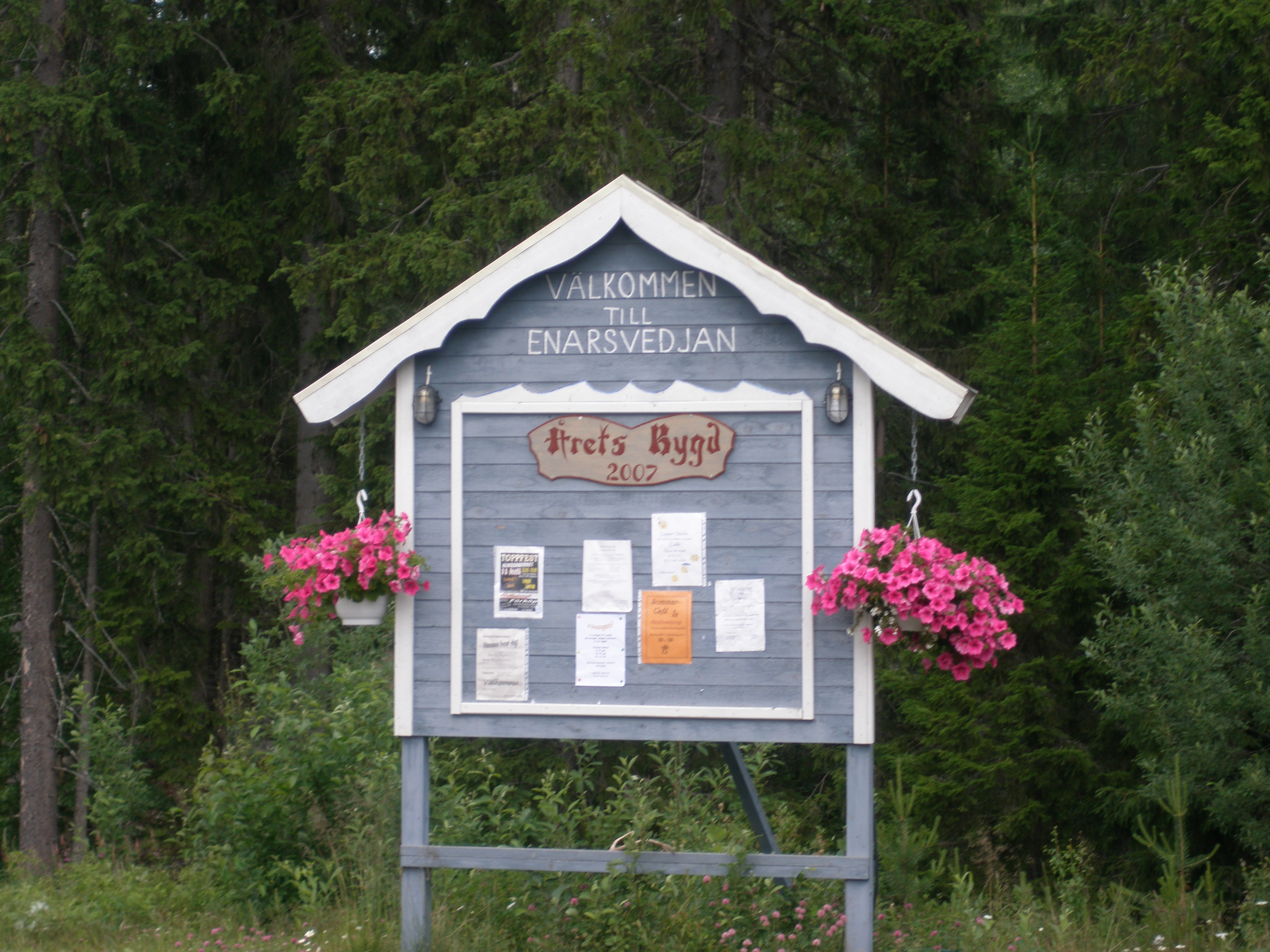
Väg 686 passerar bland annat Enarsvedjan i Offerdal

Länsväg Z 686 går från Landön till Rönnöfors i Offerdals socken, Krokoms kommun, Jämtland. Vägen ansluter i Landön till länsväg 340 (Fiskevägen) och i Rönnöfors till länsväg Z 675. 
Väg 686 går norr om Landösjön (Nolasjön) och passerar bland annat orterna Kittelberget, Rismon, Enarsvedjan, Anvågen, Trången och Vejmon. 